# Enigma 23
L'enigma 23 è la convinzione che il numero 23 abbia un particolare significato.

## Origini
Robert Anton Wilson cita William S. Burroughs come la prima persona a credere nell'enigma 23. Wilson, in un articolo su Fortean Times, riferì il seguente aneddoto:
(Robert Anton Wilson)

## Letteratura
L'enigma 23 può essere visto in:
- The Illuminatus! Trilogia (in cui è chiamato il "Fenomeno 23/17"), libro di Robert Anton Wilson e Robert Shea.
- Cosmic Trigger I: The Final Secret of the Illuminati (in cui è chiamato "la legge dei cinque" o "il 23 enigma"), libro di Wilson
- Il contributo di Arthur Koestler a The Challenge of Chance: A Mass Experiment in Telepathy and Its Inexpected Outcome (1973)
- Principia Discordia

Il testo intitolato Principia Discordia afferma che "Tutte le cose accadono in cinque, o sono divisibili per o sono multipli di cinque, o sono in qualche modo direttamente o indirettamente associabili a 5" — questa è indicata come la Legge dei Cinque . L'enigma 23 è considerato un corollario della Legge dei Cinque perché 2 + 3 = 5.
In queste opere, il numero 23 è considerato fortunato, sfortunato, sinistro, bizzarro, sacro alla dea Eris o sacro agli empi degli dèi Miti di Cthulhu.
L'enigma 23 può essere visto come un esempio di apofenia, bias di selezione e bias di conferma . Nelle interviste, Wilson ha riconosciuto la natura auto-avverante dell'enigma 23, implicando che il vero valore della Legge dei Cinque e dell'enigma 23 sta nella loro dimostrazione della capacità della mente di percepire la "verità" in quasi tutto.
Quando inizi a cercare qualcosa tendi a trovarlo. Ciò non sarebbe come Simon Newcomb, il celebre astronomo, che pubblicò prove matematiche che sostenevano il volo di un oggetto più pesante dell'aria fosse impossibile un giorno prima che i Fratelli Wright prendessero il volo. Sto parlando di persone che hanno trovato uno schema nella natura e ci hanno scritto sopra numerosi articoli scientifici che vennero approvati da gran parte della comunità scientifica prima che fosse comunemente riconosciuto che uno schema simile non esisteva, era tutta una percezione selettiva"
Nella Trilogia Illuminatus!, Wilson ribadisce lo stesso punto di vista, dicendo che si può trovare un significato numerologico in qualsiasi cosa, a condizione che si abbia "sufficiente intelligenza".

## Cultura popolare
Il duo musicale e artistico The Justified Ancients of Mu Mu (in seguito noto come The KLF e K Foundation ) si è dato il nome in onore del gruppo cospiratorio immaginario "The Justified Ancients of Mummu" di Illuminatus! ;  il numero 23 è un tema ricorrente nel lavoro del duo. È forse più tristemente noto come i Fondazione K abbiano bruciato un milione di sterline il 23 agosto 1994 e successivamente deciso di non discutere pubblicamente dell'incendio per un periodo di 23 anni.  23 anni dopo l'incendio tornarono per pubblicare un romanzo e discutere del perché avevano bruciato i soldi.
Il film del 2007 The Number 23, interpretato da Jim Carrey, è la storia di un uomo che diventa ossessionato dal numero 23 mentre legge un libro con lo stesso titolo che sembra riguardare la sua vita.
Il gruppo di musica industriale Throbbing Gristle ha raccontato dettagliatamente l'incontro tra Burroughs e il capitano Clark e il significato del numero 23 nella ballata "The Old Man Smiled".
Nell'episodio 14 della stagione 1 di Stargate Universe, intitolato "Umano ", un immaginario Dr. Daniel Jackson si riferisce all'enigma 23 in una conversazione con il Dr. Nicholas Rush. Il numero 23 è anche indicato nell'episodio come metà del numero di cromosomi in una cellula umana - 46, un numero che appare frequentemente nello stesso episodio.